# Сирбеній-де-Жос
Сирбеній-де-Жос (рум. Sârbenii de Jos) — село у повіті Телеорман в Румунії. Адміністративний центр комуни Сирбень.
Село розташоване на відстані 54 км на захід від Бухареста, 55 км на північ від Александрії, 127 км на схід від Крайови, 133 км на південь від Брашова.

## Населення
За даними перепису населення 2002 року у селі проживали 334 особи, з них 333 особи (99,7%) румунів. Усі жителі села рідною мовою назвали румунську.